# قلعة راستات

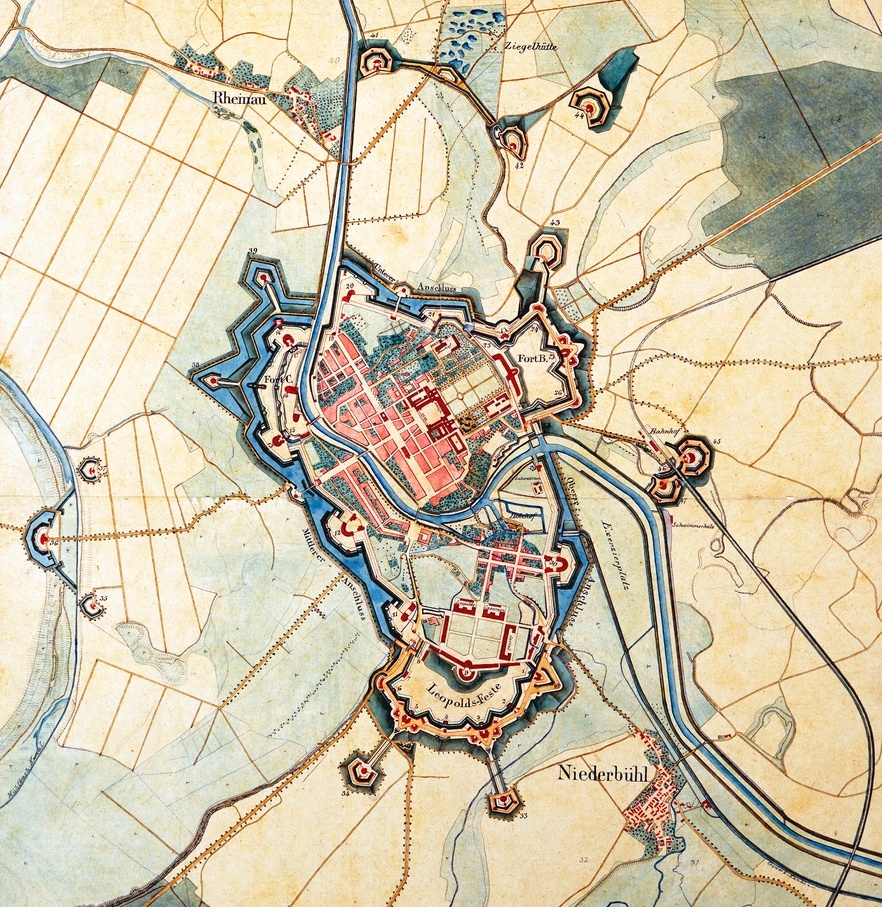
مخطط لقلعة راستات

تم بناء قلعة راستات الفيدرالية بين عام 1842 و1852. القلعة الفيدرالية هي أحد المشاريع القليلة التي تمكن الاتحاد الألماني من إكمالها خلال هذه الفترة. أحاطت التحصينات بمدينة راستات في بادن ولعبت دورًا مهمًا خلال ثورة بادن عام 1849. تم التخلي عنها في عام 1890 ثم تم هدمها إلى حد كبير.
على هامش مؤتمر باريس للسلام، قامت القوى الأربع المنتصرة، النمسا وبريطانيا العظمى وبروسيا وروسيا، بتعيين ماينز ولوكسمبورغ ولاندو كحصون للاتحاد الألماني في 3 نوفمبر 1815 وخططت أيضًا لبناء حصن فيدرالي رابع في الجزء العلوي. الراين، مع 20 مليون فرنك فرنسي من تعويضات الحرب.  في وقت مبكر من عام 1819 إلى عام 1824، قامت لجنة بناء الحصن، التي شارك فيها مهندسون من بادن وبافاريا وفورتمبيرغ والنمسا، بوضع الخطط، لكنها اختفت بعد ذلك في الدرج لمدة 20 عامًا لأسباب سياسية.  بينما أرادت النمسا توسيع أولم، فضلت بروسيا والولايات الألمانية الجنوبية الأقرب إلى فرنسا بناء قلعة في راستات.
في أكتوبر 1836، اقترح الملك ويليام الأول ملك فورتمبيرغ بناء أو توسيع كلتا المدينتين إلى حصون كحل وسط.  وفي 1838/39، تم الفوز أيضًا ببافاريا والنمسا لهذا الغرض.  ومع ذلك، كانت أزمة الراين في 1840/41 فقط هي التي دفعت ولايات الاتحاد الألماني إلى الاتفاق على جهود دفاعية ضد فرنسا وقررت الجمعية الفيدرالية بناء كلا القلعتين في 26 مارس 1841.  تم تعيين راستات كنقطة اتصال وقلعة حدودية بالإضافة إلى قاعدة أسلحة لفيلق الجيش الثامن.  حصلت دوقية بادن الكبرى على الحق في تعيين الحاكم والقائد ورئيس المدفعية، وسمح للنمسا بتعيين رئيس جيش العباقرة.